# 구리휴게소
구리휴게소(九里休憩所, Guri Service area)는 경기도 구리시 수도권제1순환고속도로 32 (사노동)에 위치한 수도권제1순환고속도로의 고속도로 휴게소 (간이 휴게소)이다. 그동안 수도권제1순환고속도로에 휴게소와 같은 편의 시설이 부족하다는 지적에 따라 2009년 서울외곽순환고속도로 남부 구간에 의왕청계휴게소, 서하남휴게소와 함께 처음으로 개장한 간이 휴게소이다. 의정부 방향에만 설치되어 있다. 광주대구고속도로의 함양산삼골동서만남의광장휴게소와 더불어 서울외곽순환고속도로의 간이 휴게소 중 유일하게 정유소 (주유소)와 LPG 충전소가 없는 휴게소이다.

### 시설
- 브랜드매장 : 세븐일레븐 (편의점), 탐앤탐스 (커피숍), 카페베네 (커피숍)
- 정유소 : 없음
- LPG 충전소 : 없음
- 경정비소 : 있음
- 화물휴게소 : 없음
- 대표음식 : 없음
- 북위 37° 37′ 41″ 동경 127° 08′ 22″ / 북위 37.627959°  동경 127.139541°

### 전후
- 구리 나들목 → 구리휴게소 → 퇴계원 나들목
- 시흥하늘휴게소 → 구리휴게소 → 양주휴게소